# Museo Zabaleta
Il Museo Zabaleta è una pinacoteca dedicata al pittore spagnolo Rafael Zabaleta Fuentes (1907-1960), ubicata nella sua città natale, Quesada. Inaugurato nel 1963 e ristrutturato nel 1992, il museo è disposto in sei saloni che mostrano la maturazione artistica di Zabaleta.